# Thomas Arens
Thomas Arens (* 1960) ist ein deutscher Schlagzeuger, Bandleader, Komponist, Autor und Entertainer.

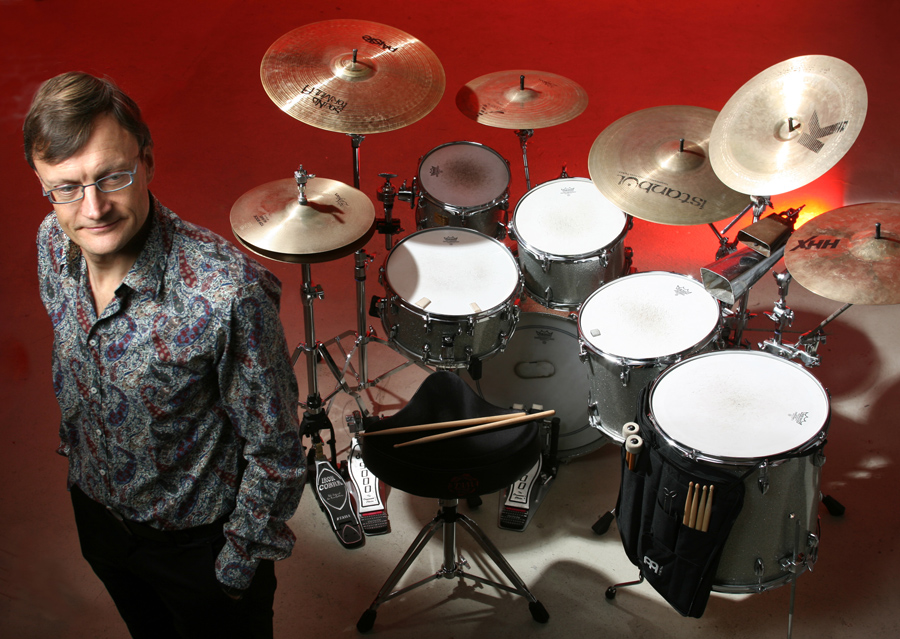
Thomas Arens, 2009

## Werdegang
Arens studierte Jazzschlagzeug an der Hochschule für Musik und Tanz Köln. Seit Mitte der 1980er ist er nach eigener Aussage im Eventbusiness tätig.
1988 arbeitete er zusammen mit dem Filmmusik-Komponisten Wolfgang Hamm an der Musik für die Stummfilmreihe Les Vampires (12 Folgen, 6½ Stunden Musik). In der Folge entstanden verschiedene Filmmusiken u. a. für DW-Transtel, VideoVision, FFM und Alexander Grey.
Für das Projekt Die Fußgänger komponierte und textete er 1989/1990 alle Tracks. Es erschienen zwei Tonträger.
1992 übernahm er von Raimund Rokos dessen „René Combo“, die er später in „Thomas Arens Combo“ umbenannte. Mit dieser Band tritt er seitdem als Bandleader im Kölner Sitzungskarneval und bei anderen Events auf.
Daneben trat Arens mit seiner Band von 1999 bis 2020 bei 161 Marketing-Events der Firma Lifta auf. Hierfür konzipierte er sieben verschiedenen Shows, bei denen er sich auch als Moderator und Comedian profilierte. 2010 erschien die Live-CD, auf der eine dieser Shows komplett zu hören ist.
Seit 2018 veröffentlichte er eigene Tracks unter dem Namen Inschrift Aura auf Online-Musikplattformen. Sein bevorzugtes Genre ist Ambient, Downtempo, Singer-Songwriter. Seit 2013 tritt er auch als DJ auf.

## Diskographie
- „Atem aus Stroh“ (2021): Digitalrelease unter seinem Komponistennamen Inschrift Aura https://open.spotify.com/track/0GdYvltDa8NGswis8xsULA
- Wir machen Musik : ein erstaunliches Musicalprogramm ; das vollständige Konzert - live! Interpret: Thomas Arens Combo. Beermann/Straube 2010. urn:nbn:de:101:1-2022050915580918951874[8]

## Filmographie
- 2022: Neu Geboren, Filmmusik, Film wurde 2022 auf dem Filmfestival Bundesfestival junger Film gezeigt.[9]

## Publikationen
- Zahl und Rhythmik, Leu-Verlag, Bergisch Gladbach 2000
- Erste Übungen für Drumset-Anfänger, Leu-Verlag, Bergisch Gladbach 2004